# Arbelos

Arbelos

Arbelos (z řec. arbylos, ševcovský nůž) je v geometrii rovinný útvar, vymezený půlkružnicí nad průměrem AB a dvěma půlkružnicemi o průměrech AD a DB, jejichž středy leží na úsečce AB.
V "Knize lemmat", připisované Archimédovi, se dokazuje, že plocha kruhu CD se rovná ploše arbelu ADB. Další zajímavé vlastnosti arbelu zkoumal např. Pappos z Alexandrie.